# 1611 en santé et médecine
| Années de la santé et de la médecine : 1608 - 1609 - 1610 - 1611 - 1612 - 1613 - 1614    |
| Décennies de la santé et de la médecine : 1580 - 1590 - 1600 - 1610 - 1620 - 1630 - 1640 |

Cet article présente les faits marquants de l'année 1611 en santé et médecine.

## Événements
- Dans l'affaire des possessions d'Aix-en-Provence, ce sont les médecins Antoine Mérindol (en) (1570-1624), Louis Grassy et Jacques Fontaine († 1621[1] ?) et le chirurgien anatomiste Pierre Bontemps, qui sont chargés d'examiner la victime et l'accusé[2].
- 1611-1613 : « Il y [a] dans le terroir d'Arles une si grande quantité de sauterelles qu'elles obscurciss[ent] le soleil[3]. »

## Publications
- Caspar Bartholin le Vieux (1585-1629) publie ses Anatomicae institutiones corporis humani (« Éléments d'anatomie humaine »), premier manuel d'anatomie décrivant les trajets du nerf olfactif[4].
- Dans son ouvrage intitulé Des marques des sorciers et de la réelle possession que le diable prend sur le corps des hommes, Jacques Fontaine, professeur de médecine à Aix et médecin ordinaire du roi[1] († 1621 ?) rend compte de l'affaire des possédés d'Aix-en Provence[2].
- Parution posthume du traité d'anatomie (De anatome corporis humani) de Guido Guidi (1509-1569[5]).
- Epifanio Ferdinando (1659-1638) fait paraître ses Theoremata medica et philosophica[6].
- Tannequin Guillaumet (c. 1548 – 1628), « chirurgien paracelsien de Nîmes », fait paraître à Lyon, chez Pierre Rigaud, son Traicté de la maladie nouvellement appelée cristaline[7], son Livre xenodocal[8] et son Traité des ouvertures[9].

## Décès
- 18 avril : Orazio Guarguanti (it) (né en 1554), médecin et homme de lettres italien[10],[11].
- 1611 ou 1612 : John Gerard (né en 1545), médecin et botaniste anglais[12].